# Caspar Ursinus Velius

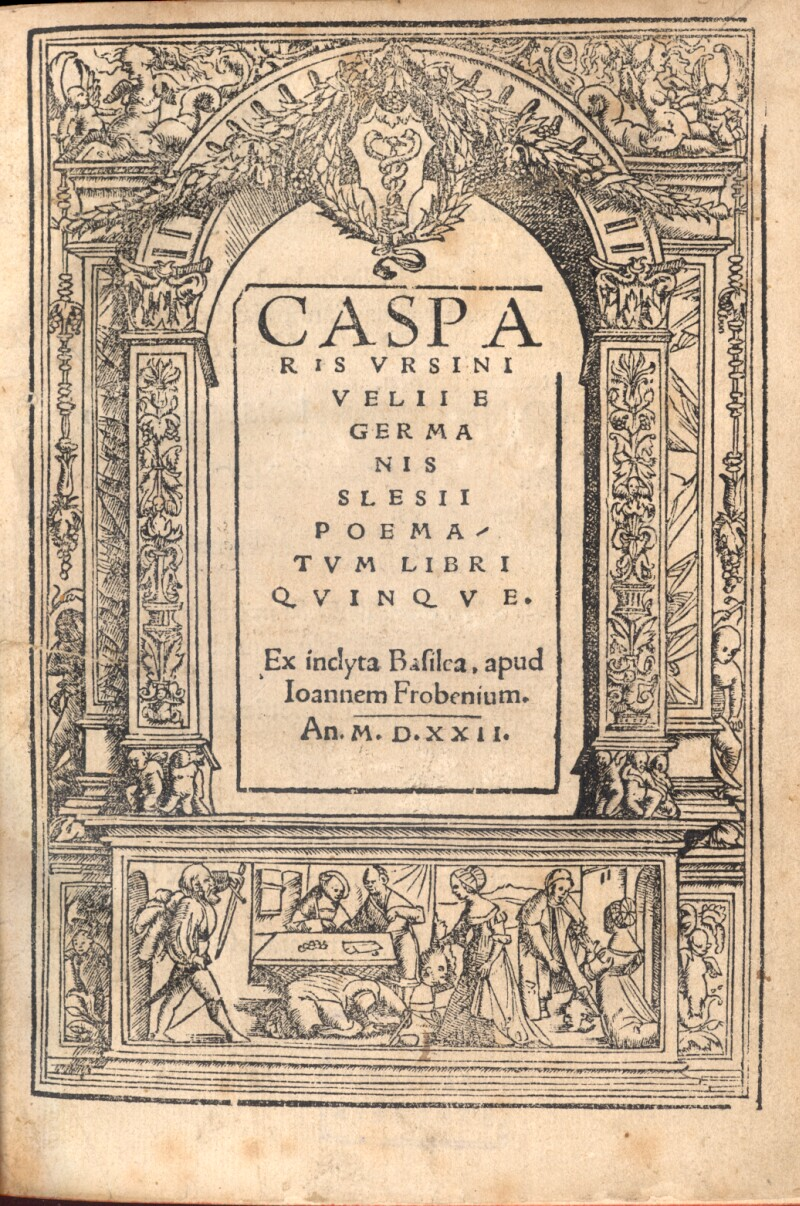
Titelseite: Poematum libri quinque (1522)

Caspar Ursinus Velius  (* um 1493 in Schweidnitz, Fürstentum Schweidnitz; † 5. März 1539 in Wien) war Humanist, Dichter, kaiserlicher Hofhistoriograph und Erzieher.

## Leben
Ursinus hatte einen Bruder namens Conrad, der später in der Wiener Neustadt lebte und nachmals zum Stammvater des preußischen Adelsgeschlechts Ursin von Baer wurde. Ursinus studierte ab 1505 an der Universität in Krakau die Humaniora und Griechisch. Schon mit fünfzehn Jahren verfasste er Gedichte in lateinischer Sprache und fiel dadurch dem Breslauer Bischof Johann V. Thurzo auf. Dieser holte ihn in seine Umgebung und förderte ihn finanziell. 1508 wechselte Ursinus an die Universität Leipzig, wo er Griechisch lehrte. Um 1510 wurde er Sekretär des Bischofs von Gurk Matthäus Lang von Wellenburg. Zusammen mit diesem ging er 1511 erstmals nach Italien. Seither nannte er sich auch Velius. Er studierte in Bologna und Rom, wo er den Dichterzirkel der sodalitas Coritiana kennenlernte. Besonders eng verbunden war er mit dem Historiker Paulus Jovius. In Rom schuf er zwei heroische Gedichte über zwei Schlachten. 
Im Jahr 1514 kehrte er nach Deutschland zurück und trat wieder in die Dienste des Bischofs Lang. Mit diesem nahm er 1515 an der Fürstenzusammenkunft in Preßburg teil. Ursinus lebte etwa ein Jahr in Wien und hatte Beziehungen zur dortigen Universität und zur sodalitas Collimitiana. 1517 wurde ihm von Kaiser Maximilian I. der Dichterlorbeer verliehen. Im selben Jahr veröffentlichte er die Gedichtsammlung „Epistolarum et Epigrammatum liber“. 1518 erhielt er von seinem Förderer Johann V. Thurzo ein Kanonikeramt in Breslau. Dort begegnete er dem Theologen Valentin Krautwald, den er vermutlich schon während seiner Krakauer Studienzeit kennengelernt hatte. Durch das Kanonikat war es ihm möglich, seine Studien in Wien fortzusetzen. Von dort flüchtete er 1521 vor der Pest nach Basel, wo er Erasmus von Rotterdam kennenlernte. In Freiburg im Breisgau kam er in Kontakt mit Ulrich Zasius. 1522 gab er in Basel eine Gesamtausgabe seiner Gedichte heraus und kehrte kurze Zeit später nach Wien zurück. 
Unter anderem wegen des Vordringens der Reformation aber auch des inneren Verfalls der dortigen Universität ging er erneut nach Italien. Dort wandte er sich entschieden gegen die Reformation und warnte vor der Ausbreitung der lutherischen Lehre.
Nachdem Kaiser Ferdinand I. mit der Reform der Universität Wien begonnen hatte, erhielt Ursinus das Angebot für den Lehrstuhl für Rhetorik. Er kehrte erst 1524 zurück und hielt Vorlesungen über römische und griechische Autoren. Zuletzt lehrte er römisches Recht. Im Winter 1525/26 war er in Ofen und fand auch dort Kontakt zu literarischen Kreisen. Erzbischof László Szalkai (* um 1475; † 1526) nahm ihn unter seine Familiare auf. Nach der Schlacht von Mohács im Jahr 1526 und des Anspruchs Ferdinand I. auf das Königreich Ungarn wurde Ursinus kaiserlicher Hofhistoriograph. Bei der Krönung Ferdinands in Stuhlweißenburg hielt er die Festrede. 
1529 gab er seinen geistlichen Stand auf und verheiratete sich in Wien, an dem Tag, als die erste osmanische Belagerung der Stadt begann. Er konnte nach Linz fliehen und kehrte nach Ende der Belagerung nach Wien zurück, um an der Reform der Universität mitzuwirken. 1530 nahm er am Reichstag in Augsburg teil. Als Ferdinand 1531 zum Römisch-deutschen König gekrönt wurde, hielt Ursinius erneut die Festrede. Im selben Jahr wurde er Erzieher der Kinder Ferdinands. Die Umstände seines Todes 1539 sind unklar. Er ertrank in der Donau und hat möglicherweise Selbstmord begangen.

## Werk
Der 1522 erschienene Sammelband seiner Dichtungen enthält Gelegenheitsgedichte zu familiären Ereignissen im Haus Habsburg, dem König von Polen und hochrangigen Gönnern. Bemerkenswert ist ein Geburtstagsgedicht für Erasmus von Rotterdam. Hinzu kommen Gelegenheitsgedichte über das Dichterleben in Rom oder Freundschaften in Wien. Seine Epigramme enthalten Liebesgedichte und zeigen seine Beziehung zur Bildenden Kunst, etwa durch die Erwähnung von Albrecht Dürer oder Lucas Cranach. Weitere Gedichtformen waren in der Gesamtausgabe enthalten. Nur kleine Teile sind religiös geprägt. Dazu gehört ein langes Gedicht in Hexametern zur Verherrlichung der Muttergottes. 
Nach 1522 wurden seine Ämter wichtiger als die Dichtung. Im Jahr 1524 gab er eine Sammlung seiner Epigramme heraus. Darunter findet sich auch eine Schilderung der Laokoon-Gruppe in Rom. Als Gegner der Reformation dichtete er 1523 eine Ode an Papst Hadrian VI. Im Jahr 1527 veröffentlichte er ein Epigramm an den Kaiser, das sich gegen die Täufer richtete. Er schrieb 1525 über die Schlacht von Pavia und klagte 1530/32 in einem Gedicht über die Türkengefahr. Als Historiograph veröffentlichte er 1528 die Sammlung Monosticha regnum Italiae etc sowie Distichen auf römische Kaiser. 
Ein von ihm in diesem Jahr geschriebenes Werk über die Schlacht von Mohács ist nicht erhalten. Eine verkürzte Version seiner Arbeit über die Schlacht von Mohács wurde 2018 im Széchényi-Nationalbibliothek gefunden. Zwei Jahre später wurde sie ins Ungarische übersetzt und veröffentlicht.
Sein Hauptwerk ist eine Geschichte über Kaiser Ferdinand I. Die Schrift blieb unvollendet und endet mit dem Jahr 1531.